# Parteš
Parteš en serbe latin et Partesh en albanais (en serbe cyrillique : Партеш) est une localité du Kosovo située dans le district de Gjilan/Gnjilane (Kosovo) ou district de Kosovo-Pomoravlje (Serbie). Selon le recensement kosovar de 2011, elle compte 478 habitants,, tous serbes.
Selon le découpage administratif kosovar, elle est le centre administratif d'une commune qui porte son nom et qui compte 1 787 habitants ; selon la Serbie, elle est une localité rattachée à la commune/municipalité de Gjilan/Gnjilane. L'ensemble constitue une petite enclave serbe au Kosovo.

## Localités

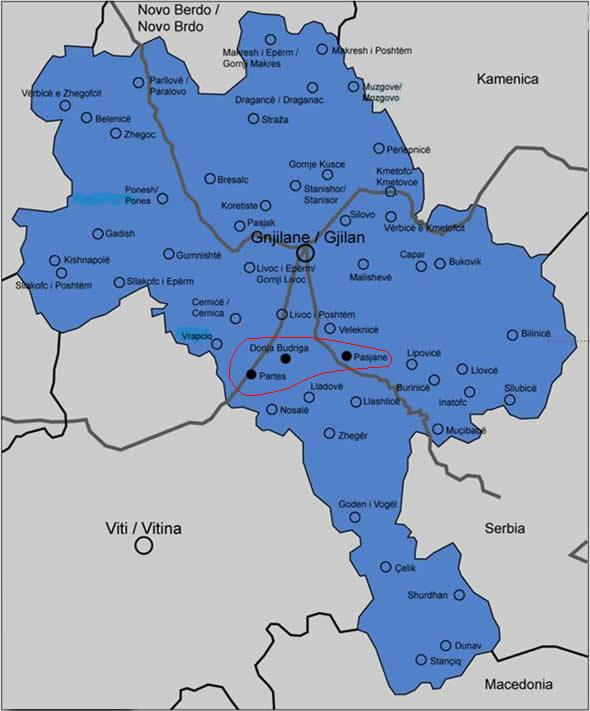
Localisation de la commune/municipalité de Parteš/Partesh dans la commune de Gjilan/Gnjilane au Kosovo

Du point de vue kosovar, la commune de Parteš/Partesh est constituée de trois localités : Parteš/Partesh, Donja Budriga/Budrikë e Poshtme et Pasjane/Pasjan.

## Démographie

### Évolution historique de la population dans la localité
| 1948 | 1953 | 1961  | 1971  | 1981  | 1991  | 2011 |
| ---- | ---- | ----- | ----- | ----- | ----- | ---- |
| 775  | 878  | 1 009 | 1 203 | 1 274 | 1 513 | 478  |

|  |

## Politique
Aux élections de 2010, les 15 sièges de l'assemblée municipale se répartissaient de la manière suivante :
| Parti                                    | Sièges |
| ---------------------------------------- | ------ |
| Initiative citoyenne de Zavičaj (GIZ)    | 5      |
| Liste d'union serbe (JSL)                | 3      |
| Initiative populaitre (NI)               | 3      |
| Liste « Ensemble pour la survie » (GIZO) | 2      |
| Parti social-démocrate serbe (SSDS)      | 1      |

Nenad Cvetković, chef de la liste GIZ, a été élu maire de la commune/municipalité.